# Donkey Kong Jungle Beat
Donkey Kong Jungle Beat is een Action Adventure-game voor de Nintendo GameCube en werd ontwikkeld en uitgegeven door Nintendo. Het spel werd uitgegeven op 4 februari 2005 en ondanks de erg korte speelduur wordt het door velen beschouwd als een van de beste Donkey Kong-spellen ooit gemaakt.
Het unieke aan Donkey Kong Jungle Beat is het gebruik van de DK Bongo's. Dit zijn bongo's die worden aangesloten op de Nintendo GameCube. In het spel beweegt Donkey Kong door verschillende werelden met onder andere een jungle. Tijdens de tocht door de werelden moet de speler knokken met tegenstanders (door gebruik te maken met de DK Bongo's), verzamelt hij bananen of rijdt hij soms mee op een ander dier.
In september 2008 raakte bekend dat het spel een remake zal krijgen op de Wii als deel van de New Play Control-serie. De Bongo's werden hierin vervangen door de Wii-afstandsbediening. Het werd in Europa uitgebracht op 5 juni 2009.
Lijst van Donkey Kong-spellen